# درخت‌پار
درخت‌پار یا درخت‌سان (به انگلیسی: Dendrimer) به مولکول‌های شاخه‌داری گفته می‌شود که حاوی واحدهای تکرار شونده هستند.

## ریشهٔ نام
نام درخت‌پار (دندریمر) از واژهٔ یونانی δένδρον (دِندِرون) به معنای درخت و مر به‌معنای واحد تشکیل‌دهنده یا پار تشکیل شده‌است.

## ویژگی‌ها

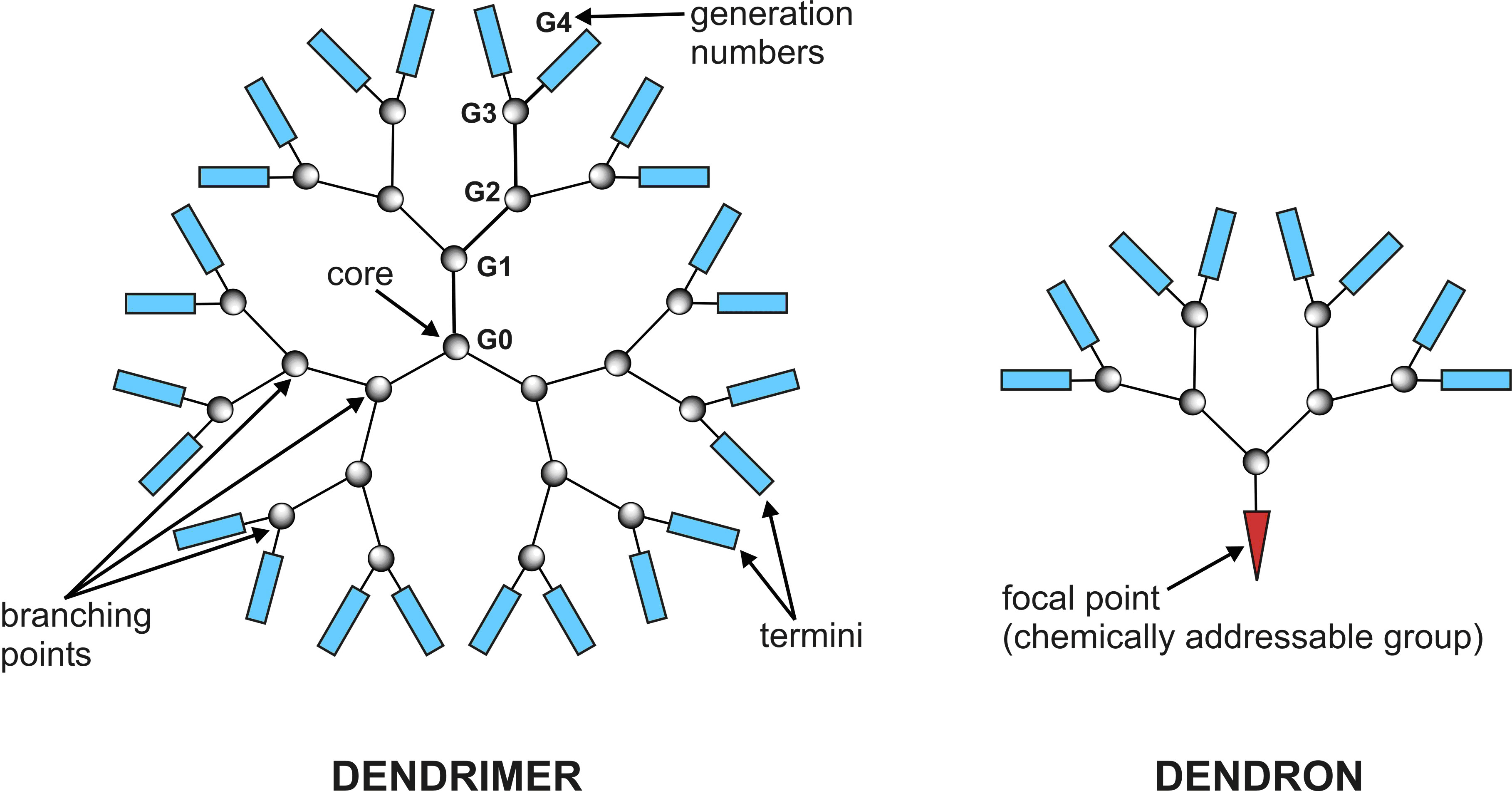
تفاوت درخت‌وار و درخت‌پار

درخت‌پارها، عمدتاً نسبت به مرکز خود متقارن هستند. گروهی دیگر از ترکیبات شیمیایی مشابه که درخت‌وار (به انگلیسی: Dendron) هستند نیز نسبت به یک نقطهٔ کانونی تقارن دارند.
با این‌که می‌توان منشأ درخت‌پارها را بسپارهای خطی و سپس بسپارهای منشعب دانست، اما ویژگی‌های ساختاری شگفت‌انگیز درخت‌پارها و درشت‌مولکول‌های دارای شاخه‌های زیاد، کاملاً با ویژگی‌های بسپارهای سنتی متفاوت است. با وجود استفادهٔ بسپارها در سیستم‌های دارورسانی، درخت‌پارها در مقایسه با آن‌ها حائز منافع بیشتری هستند. آن‌ها چند پاشیدگی (polydispersity) محدود و ابعادی در حد نانومتر دارند که موجب عبور آسان‌تر از سدهای زیستی می‌شود. دندریمرها می‌توانند مولکول‌های میهمان را به‌وسیلهٔ گیرندهٔ موجود در سطح خود حمل یا درون حفرات موجود در بین شاخه‌ها کپسوله کنند.
برخلاف بسپارهای خطی، درخت‌پارها ماکرومولکول‌هایی هستند که از یک هسته منشعب می‌شوند و همهٔ انشعابات در نهایت به یک هستهٔ مرکزی می‌رسند. در ساخت درخت‌پارها اندازه و جرم مولکولی آن‌ها به‌طور دقیق قابل کنترل است. حضور تعداد زیادی انشعاب انتهایی موجب افزایش انحلال‌پذیری و اختلاط‌پذیری و واکنش‌پذیری درخت‌پارها می‌شود. انحلال‌پذیری درخت‌پارها به شدت تحت تأثیر طبیعت گروه‌های سطحی قرار دارد برای مثال وجود گروه‌های آب‌دوست باعث می‌شود که درخت‌پارها در حلال‌های قطبی محلول باشند و گروه‌های انتهایی آبگریز موجب انحلال‌پذیری بیشتر درخت‌پارها در حلال‌های غیرقطبی می‌شود. اهمیت درخت‌پارها در اینجا مشخص می‌شود که تأثیرگذاری درمانی هر دارویی به انحلال‌پذیری خوب آن در محیط آبی بدن وابسته است. تعداد زیادی از مواد با خاصیت درمانی قوی موجودند اما به دلیل نامحلول بودن، برای اهداف درمانی مورد استفاده قرار نمی‌گیرند. درخت‌پارهای محلول در آب قابلیت اتصال به مولکول‌های آبگریز با خواص ضدقارچی یا ضدباکتریایی را دارند. احتمال آزادسازی داروی متصل شده بر اثر تماس با جانداران مورد هدف وجود دارد و بنابراین این کمپلکس‌ها به عنوان سیستم‌های تحویل‌دهندهٔ دارو لحاظ می‌شوند.
ویژگی‌های بی‌نظیر درخت‌پارها مثل اندازهٔ کنترل‌شده، تک‌پاشیدگی (Monodispersity) و گروه‌های سطحی تغییرپذیر، این مولکول‌ها را برای کاربردهای بیوپزشکی مطلوب می‌سازد. گروه‌های انتهایی در درخت‌پارها می‌توانند توسط عامل‌های مختلف درمانی و تصویربرداری، به‌طور خاص و کنترل‌شده عامل‌دار شوند، که این خود پتانسیلی برای استفادهٔ آن‌ها در دارورسانی هدفمند محسوب می‌شود. علاوه بر آن از وجود حفره‌های خالی در درخت‌پارها برای کپسوله کردن مولکول‌های دارویی آب‌گریز استفاده می‌شود.
وجود گروه‌های آمین نوع سوم در درخت‌پارهای پلی‌آمیدوآمین (PAMAM= Polyamidoamine) ایجادکنندهٔ برهمکنش‌های اسید- باز و پیوندهای هیدروژنی است، همان‌طور که باعث برهمکنش‌های غیرکوولانسی با مولکول‌های کپسوله شدهٔ میزبان می‌شود. همهٔ این ویژگی‌ها باعث می‌شود که درخت‌پارها عامل‌هایی مناسبی برای انحلال‌پذیری داروهای آبگریز باشند. پیدایش درخت‌پارهای عامل‌دارشده با پلی‌اتیلن گلیکول (PEG) که درخت‌پارهایی با ابعاد بزرگ‌تر محسوب می‌شوند، باعث انحلال‌پذیری در آب و افزایش بارگیری دارو می‌شود. نسل G3 و G4 از درخت‌پارهای "PAMAM" که با آمین عامل‌دار شده‌اند برای کپسوله کردن داروی ایبوپروفن و بررسی میزان جذب آن‌ها به سلول استفاده شده‌اند.

'''مطابقت شکل ساختاری درخت‌پار با هندسه نقوش اسلامی'''
درخت‌سانان، نمونه‌های تکامل‌یافتهٔ پیوندهای شیمیایی هستند که با انواع شمسه‌ها در زیر طاق و گنبدها مطابقت داشتند. این پیوندهای دست‌ساز بشری برای بهبود هر چه تمام‌تر ماده طراحی شده‌اند. با نگاه کلی به این پیوندها درمی‌یابیم که تکاملی در کار بوده و به نظام هندسی خیلی نزدیک شده‌اند. نمود این قضیه در هنر اسلامی، همان نقوش زیر گنبد هستند که از لحاظ فرمی، کامل‌ترین نقوش هستند. نکتهٔ قابل توجه دربارهٔ مولکول‌ها این است که تحت شرایط خاص و با ابزارآلات پیشرفتهٔ دست‌ساختهٔ بشر، به‌سمت تکامل حرکت کرده و آرایش شکلی خود را به صورت دَوَرانی نشان می‌دهند. تداعی حرکت دَوَرانی در پیوندهای مولکولی در تطابق با آجرکاری و کاشی‌کاری در طرح‌های زیبا و مزین به رنگ‌های شگرف، بارها و بارها در قالب شکل‌ها و فرم‌های بدیع اجرا و تکرار شده‌است.

## انواع درخت‌پارها[۱]
در سال‌های اخیر درخت‌پارهای مختلفی با کارایی‌های گوناگون برای تحقیقات تمرینی و آزمایشگاهی مورد سنتز قرار گرفته‌اند. به دلیل این‌که آن‌ها ساختاری پر شاخه‌ای، اشکال متقارن و تک‌پاشیدگی دارند. در ادامه برخی از درخت‌پارها با ویژگی‌های متفاوت، بررسی می‌شوند.

### درخت‌پارهای کریستال مایع
این دسته از درخت‌پارها شامل مونومرهای مزوژنیک (کریستال‌های مایع) مثل درخت‌پارهای کربوسیلان عامل‌دارشدهٔ مزوژن هستند. اولین درخت‌پار کریستال مایع با گروه‌های سین نامویل ساخته شد. به دلیل خصلت ایزومریزاسیون E-Z در آن‌ها، قادر به آزادسازی هدفمند دارو هستند.

### تکتو درخت‌پارها
تکتو درخت‌پارها (Tecto-dendrimers) متشکل از یک درخت‌پار مرکزی هستند که با درخت‌پارهای پیرامونی احاطه شده‌اند. تکتو درخت‌پارهای ساخته شده برای اهداف دارویی و بیولوژی، توسط مؤسسهٔ نانوتکنولوژی میشیگان قابلیت‌های زیر را دارند: تشخیص سلول بیمار، تشخیص ناحیهٔ بیماری، دارورسانی، گزارش وضعیت و بازده درمان.

### درخت‌پارهای کایرال
کایرالیتی در درخت‌پارها بر اثر وجود شاخه‌هایی که به لحاظ شیمیایی یکسان ولی به لحاظ ساختاری کاملاً متفاوت‌اند (گونه‌های کایرال) ایجاد می‌شود. با توجه به تمایزهایی که می‌توان با وجود ترکیبات کایرال در این گونه‌ها به کار برد درخت‌پارهای کایرال هم در آزادسازی هدفمند دارو و تشخیص ترکیبات کایرال در بدن مؤثر هستند.

### درخت‌پارهای PAMAMOS
درخت‌پارهای پلی (آمیدوآمین-اورگانوسیلیکون) (PAMAMOS= poly(amidoamine-Organosilicon)) که به‌طور شعاعی قرار گرفته‌اند به مایسلی تک‌مولکولی تبدیل می‌شوند که پلی‌آمیدوآمین Polyamidoamine (PAMAM) هسته‌دوست در درون آن و اُرگانوسیلیکون (OS= Organosilicon) آب‌دوست در بیرون قرار می‌گیرد.

### درخت‌پارهای هیبریدی
درخت‌پارهای هیبریدی ترکیبی از بسپارهای دندریتیک و خطی در قطعات هیبریدی یا در فرم‌های کوبسپار پیوندی هستند.

### درخت‌پارهای پپتیدی
درخت‌پارهای حاوی پپتید بر سطح بدنهٔ درخت‌پار سنتی و درخت‌پارهای حاوی آمینو اسید، به عنوان درخت‌پارهای پپتیدی تعریف می‌شوند. این پپتیدها می‌توانند در واحدهای شاخه‌ای یا هسته، قرار گیرند. به دلیل خصوصیات زیستی و درمانی، درخت‌پارهای پپتیدی نقش مهمی در حوزه‌های مختلف مثل سرطان، ضدباکتری، ضدویروس، دستگاه عصبی مرکزی، بی‌حس‌کننده، آسم، آلرژی و متابولیسم کلسیم دارند. به خاطر جذب شدن آن‌ها به سلول، پپتیدها برای دارورسانی بسیار مفیداند.

### گلیکودرخت‌پارها
واژهٔ «گلیکودرخت‌پار» برای معرفی درخت‌پارهایی استفاده می‌شود که در ساختارشان کربوهیدرات‌ها قرار دارند.

### PAMAM درخت‌پارها
از میان درخت‌پارها PAMAMها هستند که در دارورسانی خیلی مورد توجه قرار دارند. بسیاری از PAMAM درخت‌پارهای با سطوح تغییریافته، محرک دستگاه ایمنی نیستند، در آب محلول بوده و حاوی آمین‌های انتهایی قابل تغییری هستند که می‌تواند به مولکول‌های میهمان یا هدف مختلف بپیوندند. حفرهٔ درونی PAMAM درخت‌پارها به دلیل ساختار بی‌نظیرش که حاوی اتصالات سه‌گانه آمین و آمیدی است، می‌تواند میزبان مولکول‌های فلزی یا میهمان باشد.

## کاربردها
درخت‌پارها از نظر کاربرد در زمینه‌های گوناگونی مورد استفاده قرار می‌گیرند:
- دارونشانی و دارورسانی
- سنتز نانوذرات
- حسگرها
- ژن‌رسانی
- تعویض خون